# Аракарі смугастодзьобий
Аракарі смугастодзьобий (Pteroglossus sanguineus) — вид дятлоподібних птахів родини туканових (Ramphastidae). Традиційно вважався підвидом аракарі плямистоволого (Pteroglossus torquatus).

## Поширення
Вид поширений на заході Колумбії, північному заході Еквадору та на сході Панами. Мешкає у тропічних дощових лісах.

## Спосіб життя
Гніздиться в дуплах або на гілках дерев. Харчується плодами, безхребетними та дрібними хребетними.